# The Big Room
| Đánh giá chuyên môn  | Đánh giá chuyên môn |
| Nguồn đánh giá       | Nguồn đánh giá      |
| Nguồn                | Đánh giá            |
| -------------------- | ------------------- |
| Allmusic             | [ 1 ]               |
| Entertainment Weekly | B-                  |

The Big Room là album thứ hai của nhóm nhạc pop đến từ Na Uy, M2M.
Mặc dù nhận được nhiều đánh giá tốt từ giới phê bình và thành công rực rỡ ở châu Á, album lại không thể hiện sự thành công như album trước Shades of Purple và đã không lọt được vào bảng xếp hạng nào ở Hoa Kỳ. Tuy nhiên, nó vẫn đạt đến #16 trên bảng xếp hạng của Na Uy và được chứng nhận 5× Bạch kim ở Philippines.
Đây cũng là album phòng thu cuối cùng của M2M, nhóm đã tan rã sau đó vào tháng 9 năm 2002.

## Phong cách âm nhạc
The Big Room có một hướng đi âm nhạc khá khác biệt so với album đầu tiên của họ, Shades of Purple. Giọng hát của hai cô gái sau 2 năm đã có sự thay đổi, đặc biệt là giọng của Marion Raven, trưởng thành hơn rất nhiều. Các ca khúc trong album cũng hầu hết do nhóm tự sáng tác. M2M gán cho phong cách của họ trong album là "pop organ", để phân biệt với loại âm nhạc máy tính thường được các nghệ sĩ khác sử dụng. Những bài hát tự sáng tác như "Miss Popular" và "Everything" với những giai điệu lôi cuốn, ca từ tươi sáng và gọn gàng, đặc trưng cho sự hòa hợp của chất giọng hai cô gái.
Album được thu âm tại Bearsville Studios ở New York. Mục tiêu của album là tạo ra một nhóm nhạc pop chơi ghi-ta, gợi nhớ đến những nghệ sĩ đã khơi nguồn cảm hứng cho M2M như Joni Mitchell, Sheryl Crow hay Jewel. Xuyên suốt album, M2M đã ghi lại những cảm xúc và sự lãng mạn, kể cả sự say đắm và ghen tị của lứa tuổi mới lớn.
Nhóm trưởng Marion Raven đã phát biểu về album: "Những ca khúc của chúng tôi luôn tập trung về những điều chúng tôi trải qua và nghĩ về nó. Album này chủ yếu nói về tình yêu, nhưng cũng có những bài hát về sự ganh tị, về cách chúng tôi quan niệm về thế giới."

## Danh sách bài hát
| STT | Nhan đề                  | Sáng tác                                          | Thời lượng |
| --- | ------------------------ | ------------------------------------------------- | ---------- |
| 1.  | "Everything"             | Bralower, Marit Larsen, Marion Raven, Peter Zizzo | 4:12       |
| 2.  | "Jennifer"               | Larsen, Raven                                     | 3:08       |
| 3.  | "Don't"                  | Larsen, Raven                                     | 3:27       |
| 4.  | "Payphone"               | Larsen, Raven                                     | 3:17       |
| 5.  | "What You Do About Me"   | Bralower, Larsen, Raven, Zizzo                    | 3:06       |
| 6.  | "Love Left for Me"       | Raven                                             | 4:15       |
| 7.  | "Miss Popular"           | Larsen, Raven, Zizzo                              | 3:07       |
| 8.  | "Wanna Be Where You Are" | Raven                                             | 3:26       |
| 9.  | "Leave Me Alone"         | Raven                                             | 3:08       |
| 10. | "Sometimes"              | Larsen, Raven                                     | 2:53       |
| 11. | "Eventually"             | Larsen, Raven                                     | 3:01       |

| Bonus track Nhật Bản | Bonus track Nhật Bản     | Bonus track Nhật Bản | Bonus track Nhật Bản |
| STT                  | Nhan đề                  | Sáng tác             | Thời lượng           |
| -------------------- | ------------------------ | -------------------- | -------------------- |
| 12.                  | "Wait for Me" (acoustic) | Larsen, Raven        | 3:07                 |

## Đĩa đơn
- "Everything" là đĩa đơn đầu tiên từ The Big Room. Nó đã được phát hành tháng 3 năm 2002 ở Hoa Kỳ và trên toàn thế giới, dù video âm nhạc đã lên sóng ở Đông Nam Á từ giữa tháng 11 năm 2001. Video âm nhạc đạo diễn bởi Chris Applebaum, mở đầu với cảnh M2M hát trong ngồi trên ôtô do Marit Larsen lái, sau đó là cảnh nhóm biểu diễn ca khúc trên một sân khấu đỏ dựng giữa một cánh đồng. Video đã cho thấy một hình ảnh M2M trưởng thành hơn hẳn so với album trước.
- "What You Do About Me" là đĩa đơn thứ hai được phát hành từ The Big Room. Video âm nhạc quay ở Krabi, Thái Lan và do Tryan George đạo diễn. Đây cũng là video âm nhạc cuối cùng của nhóm.
- "Wanna Be Where You Are" là bài hát của nhóm đã chỉ phát hành ở Philippines.
- "Don't" là đĩa đơn quảng cáo ở Hoa Kỳ từ album. Nó đã được phát hành dưới dạng đĩa CD nhưng đã không có video âm nhạc được thực hiện cho bài hát này.

## Xếp hạng
| Bảng xếp hạng (2002)    | Vị trí cao nhất |
| ----------------------- | --------------- |
| Australian Albums Chart | 98              |
| Norwegian Albums Chart  | 16              |

## Lịch sử phát hành
| Khu vực | Ngày                | Hãng đĩa     | Dạng đĩa | Catalog    |
| ------- | ------------------- | ------------ | -------- | ---------- |
| Úc      | 21 tháng 4 năm 2002 | Warner Music | CD       | 7567931152 |